# Badis singenensis
Badis singenensis (сингенський бадіс) — тропічний вид дрібних прісноводних риб з родини бадієвих (Badidae).
Водиться в річці Синген (англ. Singen), від якої й отримав свою назву. Це басейн Брахмапутри в Північно-Східній Індії, штат Аруначал-Прадеш. Вид був виявлений під час досліджень регіону, проведених протягом 2008—2009 рр. Всі зразки були виловлені біля села Саку-Каду (англ. Saku-Kadu), округ Східний Сианг (англ. East Siang District).

## Опис
Сингенські бадіси мають видовжене, помірно стиснуте з боків тіло. Рот косий, верхній, помірно великий. Очі розташовані в передній частині голови.
Самці більші за самок, їх довжина сягає 4,5 см, тоді як самки виростають до 4 см. Останні виглядають товщими.
Кінці спинного й анального плавців сягають ½-⅓ хвостового плавця. Хвостовий плавець округлий, кінці грудних плавців закруглені, а черевних, навпаки, загострені. Спинний плавець має 15-17 твердих променів і 7-9 м'яких, анальний 3 твердих і 5-8 м'яких, грудні 13-14 м'яких променів.
Луска ктеноїдна, у верхній частині голови — циклоїдна. У бічній лінії 25-26 лусок. Бічна лінія розділена на 2 сегменти.

## Забарвлення
Badis singenensis має бежево-коричневе забарвлення з поздовжніми рядами червоно-коричневих цяток; спинка темніша. На зябровій кришці розташована округла чорна пляма. Три окремих чорних плями розташовані в нижній частині спинного плавця, ще одна — на анальному плавці. В задній частині тіла іноді можна побачити вертикальні темні смужки.
Спинний і хвостовий плавці оранжеві, решта — сірі з оранжевим відтінком.
Самці забарвлені яскравіше за самок, темні смуги на тілі у самок взагалі можуть бути відсутні.
В період нересту тіло самців набуває червоного забарвлення, ці кольори поширюються й на спинний та анальний плавці.

## Класифікація
В результаті ревізії роду бадіс (Badis), яку провели у 2002 році Кулландер і Брітц (Kullander & Britz), види, що входять до його складу, за типом забарвлення, а також за рядом морфометричних показників, були поділені на п'ять груп а саме: B. ruber, B. assamensis, B. corycaeus, B. kyar і B. badis.
Badis singenensis спочатку був зарахований до групи B. assamensis, але вид не відповідає усім ознакам цієї групи. Після того, як був виявлений і описаний новий вид B. laspiophilus, дуже схожий з сингенським бадісом, було утворено ще нову групу B. singenensis, яку складають ці два види.
Члени групи B. singenensis відрізняються від родичів своїм невеликим розміром (до 4,5 см), наявністю двох або трьох чорних плям на спинному плавці й однієї такої плями на анальному плавці.

## Badis singenensisіBadis triocellus
Можливо, синонімом Badis singenensis є Badis triocellus Khynriam & Sen, 2013.

## Утримання в акваріумі
Поки що цих риб дуже рідко можна зустріти в колекціях акваріумістів-аматорів.
Badis singenensis є мешканцем нижніх шарів води. Самці бадісів поводяться територіально і в стосунках між собою бувають дуже агресивними. Тому рекомендується тримати цих риб парами або одного самця і декількох самок.
Донний ґрунт має складатися з гравію, піску або їх суміші. Велике каміння, корчі, гілки, листя буку або дубу нагадуватиме природний покрив дна, до якого звикли риби в природних умовах. В акваріумі мають бути схованки у вигляді печер, навколо них самці формують свої території, вони ж є й місцем нересту риб.
Вода має бути м'якою (твердість 2-8°dH), нейтральною (показник pH6,5-7,5), температура в межах 20-25°С.
Харчуються бадіси дрібним живим кормом (дафнія, артемія, мізидові, мотиль, коретра тощо), на сухий корм зазвичай не звертають уваги.